# Пшисек (гміна Добре)
Пшисек (пол. Przysiek) — село в Польщі, у гміні Добре Радзейовського повіту Куявсько-Поморського воєводства.
Населення — 387 осіб (2011).
У 1975-1998 роках село належало до Влоцлавського воєводства.

## Демографія
Демографічна структура станом на 31 березня 2011 року:
|          | Загалом | Допрацездатний вік | Працездатний вік | Постпрацездатний вік |
| -------- | ------- | ------------------ | ---------------- | -------------------- |
| Чоловіки | 193     | 34                 | 138              | 21                   |
| Жінки    | 194     | 47                 | 101              | 46                   |
| Разом    | 387     | 81                 | 239              | 67                   |